# Wenecja Muzeum
Wenecja Muzeum – wąskotorowa stacja kolejowa w Wenecji, w województwie kujawsko-pomorskim. Na terenie stacji mieści się Muzeum Kolei Wąskotorowej w Wenecji.